# Yuko Morimoto (futbolista)
Yuko Morimoto (森本 ゆう子 Morimoto Yuko?) es una exfutbolista japonesa.
Morimoto jugó 10 veces y marcó 2 goles para la selección femenina de fútbol de Japón entre 1993 y 1998. Morimoto fue elegida para integrar la selección nacional de Japón para los Copa Asiática femenina de la AFC de 1993 y 1997.

## Trayectoria

### Clubes
| Club                  | País  | Año  |
| --------------------- | ----- | ---- |
| Prima Ham FC Kunoichi | Japón | ???? |

### Selección nacional
| Selección | País  | Año         |
| --------- | ----- | ----------- |
| Absoluta  | Japón | 1993 - 1998 |

## Estadística de equipo nacional
| Selección femenina de fútbol de Japón | Selección femenina de fútbol de Japón | Selección femenina de fútbol de Japón |
| Año                                   | Partidos                              | Goles                                 |
| ------------------------------------- | ------------------------------------- | ------------------------------------- |
| 1993                                  | 2                                     | 0                                     |
| 1994                                  | 1                                     | 0                                     |
| 1995                                  | 0                                     | 0                                     |
| 1996                                  | 0                                     | 0                                     |
| 1997                                  | 5                                     | 2                                     |
| 1998                                  | 2                                     | 0                                     |
| Total                                 | 10                                    | 2                                     |